# Maartenskerk (Hillegom)

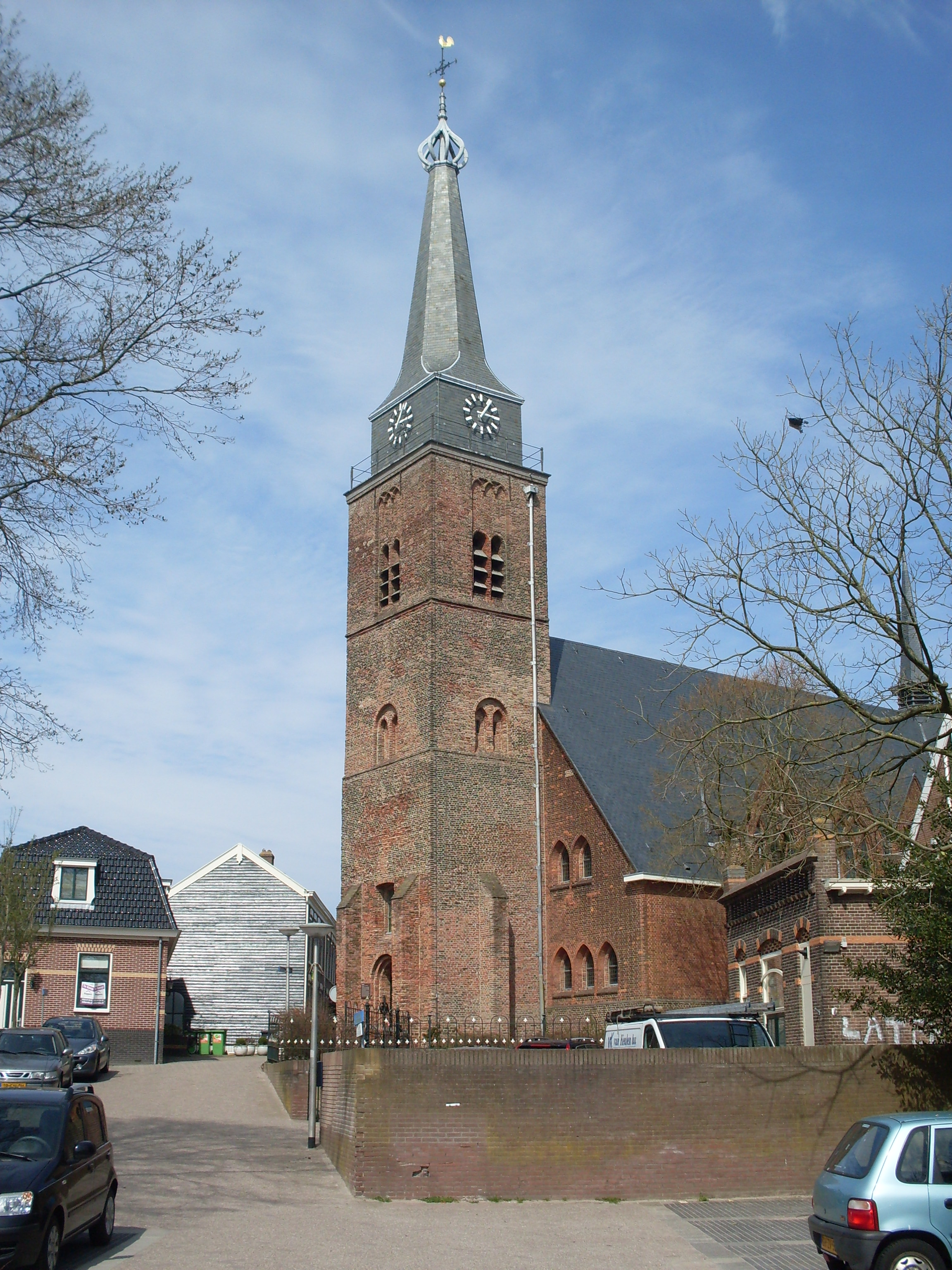
Blick zum gotischen Turm der Maartenskerk

Die Maartenskerk ist das Kirchengebäude einer reformierten Kirchengemeinde innerhalb der Protestantischen Kirche in den Niederlanden in Hillegom (Provinz Südholland). Das Kirchengebäude ist als Rijksmonument eingestuft.

## Geschichte
Die ursprünglich zu Ehren des heiligen Martin von Tours geweihte Kirche erhebt sich nach einer Erweiterung des Gotteshauses, bei der 1929 das einschiffige ältere Langhaus ersetzt wurde, auf kreuzförmigem Grundriss mit einem fünfseitigen geschlossenen Chor und einem dreiteiligen Turm. Der gotische Turm aus dem 15. Jahrhundert wurde im frühen 16. Jahrhundert erhöht und erhielt 1707 einen hölzernen Aufbau mit schlanker Spitze, der 1979 nach einem Brand wieder aufgebaut wurde. Im Turm hängt eine von Everardus Splinter 1640 gegossene Uhr. Nach der Zerstörung der Kirche um 1573 während der Belagerung von Leiden wurde der spätgotische Chor aus dem frühen 16. Jahrhundert 1606 restauriert. Bei der Restaurierung 1929 unter der Leitung von H. van der Kloot Meijburg wurden Langhaus und Querschiff in traditionalistischen Formen errichtet. Das Inventar umfasst eine Kanzel aus dem späten 17. Jahrhundert, ein Zehn-Gebote-Schild (1620), ein Textschild (1679) und ein Trauerschild (1784). Die Kirche enthält auch einen reich verzierten Grabstein für Cornelis Fannius († 1675) und eine Nische mit einer geschnitzten Urne für den Staatsmann I.J.A. Gögel († 1821).